# Мочутковский, Осип Осипович
Осип Осипович Мочутковский (7 марта 1845, Херсонская губерния — 23 мая (5 июня) 1903, Петербург) — русский врач-бактериолог.

## Биография
Сын педагога, окончил 2-ю Киевскую гимназию. В 1869 году окончил киевский университет Св. Владимира.
В 1877 году защитил диссертацию на степень доктора медицины. С 1870 до 1877 года занимал должность заведующего инфекционным отделением Одесской городской больницы, а с 1877 года был назначен заведующим отделением нервных больных. В Одессе им было основано бальнеологическое общество и одесское отделение общества взаимопомощи врачей. Он также был основателем газеты общества одесских врачей «Южнорусская медицинская газета». 
В 1892 году переехал в Санкт-Петербург, где с 1893 года был первоначально консультантом по нервным болезням, а затем до своей смерти занимал должность профессора медицины и заведующего кафедрой невропатологии Петербургского клинического института вел. кн. Елены Павловны.
Скончался 5 июня 1903 года в Петербурге.

## Научные труды и литература

### Научные работы
Основные научные работы посвящены изучению этиологии и патогенеза инфекционных болезней.
- 1876 — Повторил опыт Г.Н.Минха по самозаражению возвратным тифом.
- 1900 — Первым доказал возможность передачи сыпного тифа через укусы платяных вшей.
- Произвёл самозаражение сыпным тифом.

### Избранные научные труды
Автор научных работ по бальнеологии, невропатологии и туберкулёзу.
- 1875 — Острый восходящий паралич.
- 1876 — Об эпилепсии.
- 1880 — Наблюдения над возвратным тифом.
- 1881 — О влиянии холодной воды на выделение белка мочой.
- 1882—1883 — О причинах эпидемического появления брюшного тифа.
- 1888 — Об истерических формах гипноза.

## Членство в обществах

### Одесса
- Основатель Бальнеологического общества (1867).
- Основатель общества взаимопомощи врачей (1892).
- Основатель и редактор Южнорусской медицинской газеты.

## Список использованной литературы
- 1948 — Материалы по медицинской микробиологии в дореволюционной России.
- 1984 — Биологи. Биографический справочник